# Bug (Musikinstrument)

Verhältnis: 3 > 1 > 2

Als Bug wird ein nach einem bestimmten Schema begrenzter Teil des Korpus von Zupf- und Streichinstrumenten mit Resonanzkörper bezeichnet. Man unterscheidet zwischen Oberbug, Mittelbug (auch Taille) und Unterbug.
Der Oberbug ist die obere Auswölbung der Zargen – eine Flächenvergrößerung von Decke und Boden, die bei der Schwingung für die Entstehung verschiedener Klangfarben durch Interferenzen, jedoch nicht hauptsächlich für die Übergabe der Grundschwingungen an die Luft als Schallwellen zuständig ist. Hier kann sich bei akustischen Gitarren auch ein optionaler Cutaway befinden.
Der Mittelbug oder die Taille befindet sich zwischen dem Ober- und Unterbug des Instruments. Dies ist die schmalste Stelle des Korpus, an der die Zargen am engsten zueinander stehen. 
Der Unterbug ist die untere – in der Regel auch breiteste – Auswölbung der Zargen, wo die Schwingungen der Saiten über den Steg auf den Korpus des Instruments übertragen werden und ist hauptsächlich für die Übergabe dieser Schwingungen an die Luft zuständig.